# Crotone
Ne doit pas être confondu avec Cortone.
Crotone (Cotrone jusqu'en 1928) est une ville chef lieu de la province de Crotone, dans la région de Calabre, en Italie.

## Géographie
Crotone se trouve sur le Golfe de Tarente, à 155 km au Sud de cette ville.

## Histoire
Crotone est une cité située dans le Bruttium sur la côte occidentale du golfe de Tarente sur un promontoire qui s'avance dans la mer Ionienne. Strabon raconte que la cité a été fondée en 710 av. J.-C. par des Achéens menés par Myscellos. Selon Pausanias, la fondation est l’œuvre des Lacédémoniens. Assez rapidement elle devient prospère et s'oppose à Sybaris, sa grande rivale, dont les mœurs relâchées contrastent avec Crotone.
Vers 540 av. J.-C., Pythagore s'y installe et y crée son école de sagesse, nommée "École italique", qui s'adonne surtout à la spéculation et à l'abstraction, de tout expliquer par les nombres et les rapports numériques, de professer une morale austère. Il donne des lois aristocratiques à la cité. Cependant, vers 450 av. J.-C. le parti démocratique s'impose.
En 510 av. J.-C., Crotone s'empare de Sybaris qui est détruite de fond en comble. Plus tard, à une date incertaine, elle est ravagée par Pyrrhus Ier roi d'Épire, et est prise par les Romains en 277 av. J.-C.. En 194 av. J.-C., Crotone devient une colonie romaine. Les commissaires Cneius Octavius, L. Aemilius Paulus et C. Laetorius organisent l'installation d'un groupe de Romains sur les terres que les Bruttiens avaient prises aux Grecs.
Le plus célèbre athlète de l'Antiquité, Milon de Crotone, était originaire de la cité. Une légende grecque explique l'origine de la cité par un fondateur descendant d'Héraclès, Myscélos, et une légende romaine explique l'origine de la cité par Dardanos. 
En 1928, le nom de la ville change de Cotrone en Crotone.

### Monuments et lieux d'intérêt
- La cathédrale de Crotone
- Le château de Charles Quint
- La Tour de Nao
- La Zone archéologique du Cap Colonna

## Administration

### Hameaux
Papanice, Apriglianello, Carpentieri, Cipolla, Farina, Gabella Grande, Iannello, Maiorano, Margherita, Trafinello, capo colonna

### Communes limitrophes
Cutro, Isola di Capo Rizzuto, Rocca di Neto, Scandale, Strongoli, Cirò Marina, Cirò, Melissa, Papanice

### Évolution démographique
Habitants recensés

## Économie
- Aéroport de Crotone (code AITA : CRV).

## Personnalités liées à Crotone
- Alcméon de Crotone
- Pythagore
- Philolaos de Crotone (470-390 av. J.-C.)
- Milon de Crotone
- Ératosthène de Crotone
- Démocédès
- Phayllos de Crotone
- Francesco Antonio Lucifero, maire de la ville et patriote italien fusillé en 1799.
- Rino Gaetano, était un chanteur compositeur italien.
- Vincenzo Iaquinta, est un footballeur italien évoluant au poste d'attaquant.
- Annibale Berlingieri (1874–1947), député du royaume d'Italie.
- Alfredo Lucifero